# Povstání Mau Mau
Povstání Mau Mau, také anglicky známé jako Mau Mau Uprising,  Kenya Emergency a Mau Mau Revolt, byla válka v britské kolonii Keňa mezi jednotkami KLFA, také známé jako Mau Mau, a britskými úřady.
Povstání vedli rebelové převážně z kmene Kikujů proti britské koloniální správě mezi lety 1952 a 1960. Spojenému království se jej podařilo vojensky porazit a zmasakrovat povstalce, způsobilo však, že se Spojené království přestalo orientovat na bílé osadníky v Keni a zabránilo vzniku nezávislého rasistického státu podobného Jižní Africe.[zdroj?]
Zajetí vůdce povstalců polního maršála Dedana Kimathiho 21. října 1956, signalizovalo porážku povstalců Mau Mau. Povstání však přežilo až po době nezávislosti Keni na Británii, kdy ho vedly hlavně jednotky Meru s polním maršálem Musou Mwariamou a generálem Baimungim. Baimuingi, jeden z posledních generálů Mau Mau, byl zabit krátce poté, co Keňa dosáhla samostatnosti.
Britové na povstání zareagovali silou a při zapojení armády a letectva povstání vojensky porazili do roku 1956, ačkoliv někteří povstalci byli aktivní až do roku 1960. V první polovině padesátých let Britové zatkli desítky tisíc podezřelých, které uzavřeli do nově vytvořených a vojensky hlídaných rezervací, do pracovních táborů na nucené práce a vedoucí představitele rebelů uvěznili v koncentračních táborech, ve kterých byli rovněž odsouzeni k nuceným pracím. V táborech panovaly špatné podmínky a vězni v nich umírali vedle vyčerpání také na epidemie nemocí.
Od konce devadesátých let 20. století se přeživší a pozůstalí snažili získat odškodnění od britské vlády. Současně žádali o státní omluvu. Britský stát však uvedl, že odpovědný nástupnický stát po britské koloniální správě je Keňa, nikoliv Spojené království. Britské soudy však v roce 2011 rozhodly, že přeživší mohou žalovat Spojené království v případech mučení. Ministr zahraničních věcí William Hague (Konzervativní strana) také obdržel oficiální dopis od vlády Keni, ve kterém bylo uvedeno, že stát Keňa se necítí být odpovědný za činy koloniální správy. Britská vláda se snažila proti rozsudku soudu odvolat. Přesto ministr William Hague v červnu 2013 oznámil, že se mimosoudně dohodli s 5228 poškozenými, kterým slíbili vyplatit odškodnění v celkové sumě 19,9 milionu liber. V roce 2016 se o odškodnění přihlásilo dalších 40 tisíc přeživších.

## Pozadí

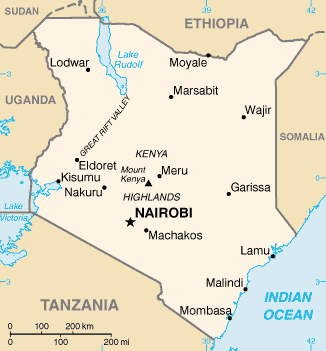
Mapa Keni

Od osmdesátých let 19. století byli Britové na území dnešní Keni přítomni prostřednictvím vládou podporované obchodní společnosti Imperiální britská východoafrická společnost. V roce 1885 byla britská sféra vlivu ve východní Africe dohodnuta na Berlínské konferenci. Kvůli špatnému hospodářství společnosti britská vláda vyhlásila v červenci 1895 nad územím protektorát. V červenci 1920 byly vnitrozemské oblasti vyhláškou zákonodárné rady prohlášeny britským panstvím a byla zde zřízena kolonie Keňa.
Od počátku přítomnosti v kolonii se Britové setkávali s odporem místního obyvatelstva. Různé nepokoje Britové potlačovali brutální silou. Na území Keni se například nacházelo uzavřené území Nandiů (z etnika Kalendžinů), kteří mezi lety 1890 a 1906 vedli odboj vůči expanzi Britů. Nandie vedl Koitalel Arap Samoei. Odboj byl potlačen v roce 1906, kdy Kolitalel Arap Samoei byl vlákán do léčky. Britský plukovník Richard Meinertzhagen mu nabídl příměří, při jehož podpisu byl ovšem velitel Nandiů zavražděn. Poté se v letech 1913–1914 vzbouřil kmen Giriamů (spadající pod etnikum Mijikendů). Ty vedl Mekatilili Wa Menza. V roce 1947 došlo k rebélii žen proti nucené práci v regionu Murang'a ve střední Keni. Všechna povstání britská armáda potlačila.
V roce 1902 dorazili do kolonie první britští osadníci, které pozval tamní britský guvernér Charles Eliot. Podle koloniálního plánu měli osadníci rozproudit ekonomiku kolonie a pomoci tak financovat výstavbu ugandské dráhy. K tomu Britové potřebovali tři předpoklady: půdu, levnou práci a kapitál. Osadníkům tak britská správa darovala rozsáhlé zábory tamní půdy a z původních obyvatel nuceně udělala levnou pracovní sílu. Britové také nutili Keňany, aby u sebe nosili Brity vystavené doklady, tzv. kipande, kterými kontrolovali jejich pohyb. Mezi Keňany začala kypět další vlna nespokojenosti. Ve třicátých letech 20. století si stěžovali na nízkou mzdu, kipande, neexistující politické zastoupení a krádeže půdy. Britská vláda v reakci zřídila pozemkovou komisi, která v roce 1934 vydala sadu doporučení řešení stížností. Ty ale byly natolik konzervativní, že požadavky Keňanů neuspokojily.
Britská vláda v prvních letech v kolonii zestátnila přes 28 000 km2 půdy. Šlo zejména o nejúrodnější půdu ve střední a západní části kolonie. Regionu se poté přezdívalo Bílá vysočina, protože byla exkluzivně vlastněna a osídlena Brity a dalšími Evropany. Například v západní provincii Nyanza ve třicátých letech britská komise vyměřila 18 430 km2 pozemků pro potřeby jednoho milionu tamních Keňanů, zatímco pro 17 tisíc Evropanů vyhradila půdu o výměře 43 000 km2. Otázka nespravedlivého rozdělení půdy se v téže době stala zásadní hlavně pro etnikum Kikujů. Ti žili ve střední Keni (regiony Kiambu, Nyeri a Murang'a). V roce 1948 žilo 1,2 milionu Kikujů na území o výměře 5 200 km2, zatímco 30 tisíc Britů mělo nadvládu nad 31 000 km2 (ačkoliv z většiny nešlo o území, které by bylo historicky Kikujů). Kikujové se již v roce 1921 obrátili na britský soud v Keni, který ovšem jejich stížnost na zábory pozemků zamítl. Britové postupně konfiskovali více a více obdělávané půdy. Nejvíce byli tímto postupem poškozeni Masajové a Nandiové.
Britové také potřebovali levnou pracovní sílu. Keňané byli postupně rozřazeni do tří tříd pracujících: 1) squateři, 2) smluvní pracovníci, 3) příležitostní pracovníci. Squateři byla skupina obyvatel, která žila na pozemcích vlastněných bílými osadníky, pro které museli pracovat na jejich plantážích. Již ve dvacátých letech 20. století bylo v kolonii kolem jednoho sta tisíc squaterů a desítky tisíc smluvních pracovníků. To ovšem stále nenaplňovalo poptávku Britů. Britská správa proto začala zpřísňovat předpisy, kvůli kterým bylo pro stále větší podíl domorodých zemědělců povinné pracovat pro britské osadníky. Majitelé plantáží si postupně zajistili přijetí předpisů, podle kterých pro ně museli squateři pracovat 270 dní v roce (od roku 1939). Současně docházelo k trýznění pracujících. Podle Britů byli Keňané „jako děti, a tak s nimi mělo být také zacházeno“. Byli tělesně trestáni i za nejmenší prohřešky, a to včetně nezákonného bičování. Tělesné tresty byly pro pracující Keňany zakázány až v padesátých letech 20. století.
Britové sice stavěli v kolonii i infrastrukturu, která v omezené míře poskytovala služby i domorodému obyvatelstvu, nicméně jejich rostoucí hněv to neklidnilo. Podle britské správy navíc nemělo být na služby pro domorodce poskytnuto více než jednu čtvrtinu jejich daní.
Zoufalí Keňané proto opouštěli venkov a stěhovali se do rychle se rozvíjejících měst, kde hledali práci mimo plantáže a krutost osadníků. Mezi lety 1938 a 1952 takto například Nairobi zdvojnásobilo svou populaci. Mezitím se objevila třída Kikujů, kteří zvětšovali své pozemky a postupně je spojovali do větších celků, čímž si vytvořili silné ekonomické zázemí.

## Průběh povstání

### Začátek povstání
Keňská armáda za půdu a svobodu (vžité pojmenování Mau Mau) byla militantní odnoží keňské reprezentace, která volala po politických právech a svobodě od britské správy. V říjnu 1944 byla založena organizace Keňská africká studentská unie, která měla politické ambice. Jejím prvním předsedou byl Harry Thuku. Ten však krátce poté rezignoval. Pravděpodobně pro to, že v organizaci sílilo militantní křídlo. V roce 1946 se organizace přejmenovala na Keňskou africkou unii. Řadu členů tvořili bývalí vojáci ve službách britské koruny, kteří bojovali v Africe a jihovýchodní Asii během druhé světové války. Ti po svém návratu z války nikdy nedostali slíbený plat, ani žádné uznání. Naopak veterání z řad bílých osadníků dostávali za službu medaile a někdy také půdu (a to i od samotných keňských veteránů). 
Nedostatečné výsledky Keňské africké unie, ve kterých převládl směr umírněných nacionalistů (Jomo Kenyatta), vedly k tomu, že iniciativu převzaly místní organizace, ve kterých měla vliv zradikalizovaná mládež. Ta vytvořila militantní uskupení Mau Mau, jehož členové museli skládat přísahu věrnosti. V říjnu 1952 Mau Mau prolili první krev. V průmyslovém městě Thika ve střední Keni ubodali bílou ženu. O šest dní později byl bílými osadníky spáchán atentát na keňského náčelníka Waruhia. Nicméně konzervativní Waruhiu spolupracoval s Brity a byl jednou z jejich spojek vůči keňským obyvatelům. Také povstalci zabíjeli konzervativní Keňany, což obvyke byli členové tradičních vládních struktur, které radikálové obviňovali z kolaborace s Brity. Guvernér Keni, baron Evelyn Baring, následně vyhlásil stanné právo. V červnu 1953 došlo k zákazu Keňské africké unie, ačkoliv představovala umírněný dekolonizační politický směr.
Velení Mau Mau bylo relativně vzdělané a schopné zvolit obstojné bitevní strategie. Jelikož však byli povstalci výrazně hůře vyzbrojeni než Britové, tak se jejich útoky děly zejména v noci a měly charakter menších přepadů. Šlo tedy v podstatě o partyzánskou válku. Povstalci bojovali ukradenými pistolemi, ale hlavně mačetami nebo luky se šípy. Ve svém tažení mrzačili také dobytek osadníků a v jednom případě otrávili celé stádo.
Povstalci Mau Mau také vedli informační válku, kdy se stejně jako Britové snažili na svou stranu dostat většinu Keňanů. Snažili se například přes zpřízněné reportéry šířit svou antikoloniální propagandu (stejně jako Britové svou koloniální propagandu). Významnou roli v povstání hrály také ženy. Ty vytvořily zásobovací a konspirační síť. Nicméně některé také v konfliktu přímo bojovaly.
Z pohledu Britů a Evropanů byli Mau Mau „divošský, násilnický a zhýralý kmenový kult“. Podle propagandy Britů se Mau Mau snažili „zvráceným tribalismem“ vrátit obyvatele Keni do doby temna před příchodem civilizovaných Britů. Britové si absolutně nepřipouštěli, že by za povstáním byla jejich nespravedlivá správa kolonie, naopak za důvod uváděli, že Mau Mau jsou „výplodem zla ovlivněným světovým komunismem“. Britové se rovněž snažili povstalce izolovat i v rámci etnika Kikujů. Povstalce rámovali jako rebely, kteří chtějí vyvolat občanskou válku, spíše než válku černochů proti bělochům. Toto pojetí přetrvávalo i v akademických pracích a stále není náhled na smysl povstání jednoznačný. Sám Jomo Kenyatta v roce 1952 prohlásil, že „Mau Mau rozvrátili zemi a měli by být vymýceni“. I on se klonil k názoru, že šlo o občanskou válku, spíše než povstání. I v dalších desetiletích v Keni pohled na Mau Mau rozděloval společnost i politiky.

### Reakce Britů

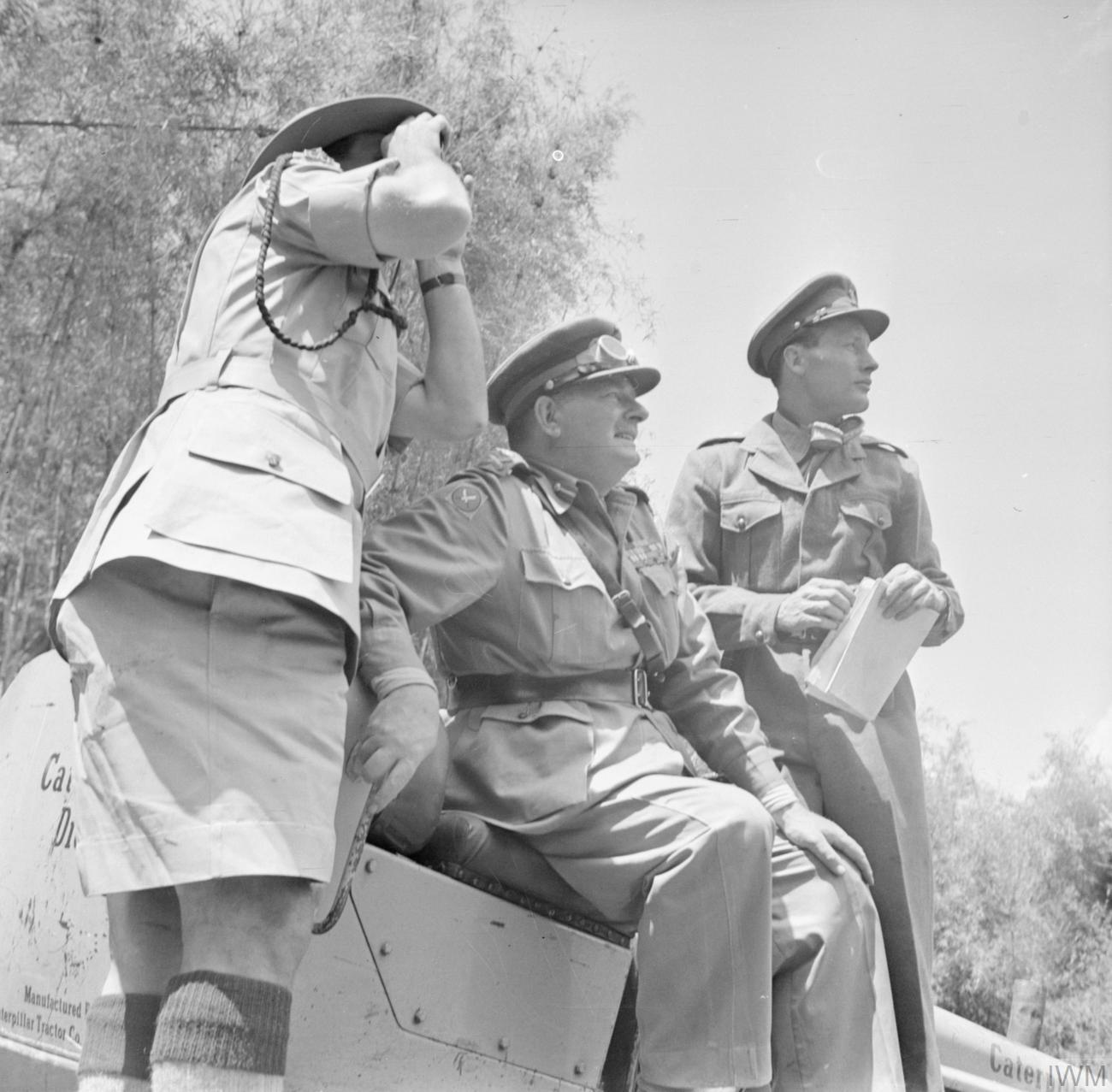
Generál George Erskine dohlíží na operaci proti povstalcům Mau Mau

V červnu 1952 se funkce guvernéra Keni vzdal Philip Mitchell, který hrozbu Mau Mau výrazně podcenil. Novým guvernérem se stal baron Evelyn Baring, aniž by však tušil, do jaké situace přijede. Ačkoliv koloniální správa pravidelně informovala Londýn, ten si vážnost situace připustil až ve druhé polovině roku 1953. Do té doby byli britští politici přesvědčeni, že si britská armáda s domorodými povstalci hravě poradí. A to i přes znepokojující zprávy samotného armádního velení v Keni. 
Mezi lety 1952 a 1953 se britská správa omezovala na dílčí pokusy povstání rozdrtit. Její taktikou bylo zatknout či zabít vůdce povstání. K tomuto účelu se odehrála operace Jock Scott, během které bylo zatčeno 180 keňských politiků a aktivistů, údajných velitelů povstání. Šest z nich (Bildad Kaggia, Kung'u Karumba, Jomo Kenyatta, Fred Kubai, Paul Ngei a Achieng' Oneko) bylo následně odsouzeno v politickém procesu. Současně byly zakázány veškeré keňské politické aktivity.
Povstalci před armádou uprchli do pohoří Aberdare a do okolních lesů. Roku 1953 byl do oblasti povolán generál George Erskine, aby dohlédl na potlačení povstání. To bylo vojensky poraženo nejpozději do roku 1956. Britové nasadili také letectvo. Již v září 1953 Britové zajali předního lídra povstání, kterým byl Waruhiu Itote. Během výslechu, který trval bezmála tři dny v kuse, získali většinu podstatných informací o organizaci povstání.

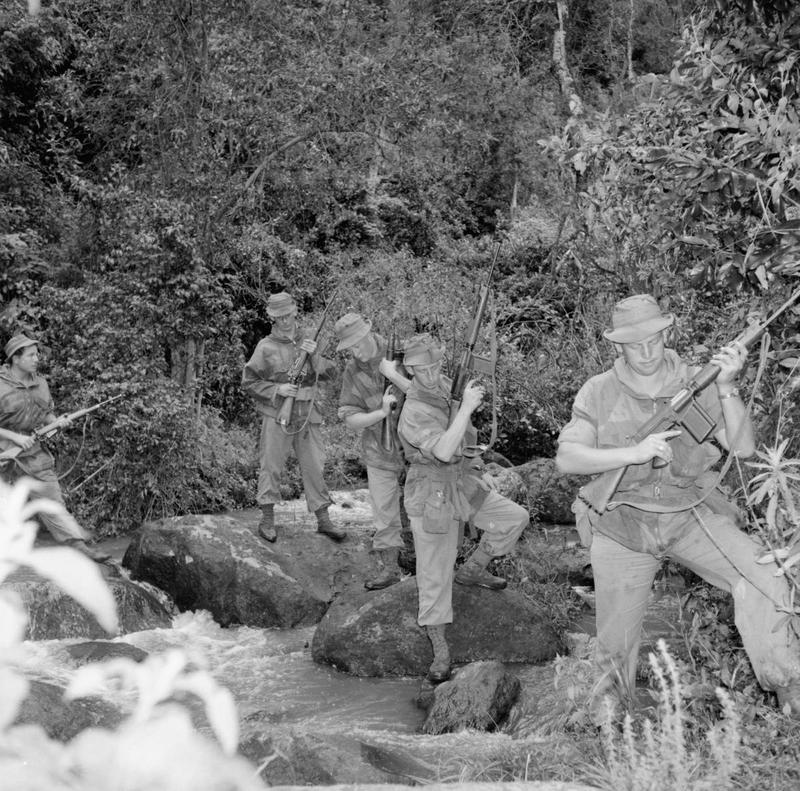
Britští vojáci v Keni

V roce 1954 začali Britové brát povstání vážně a změnili taktiku. Provedli rozsáhlý armádní zásah v Nairobi, při kterém zatkli desítky tisíc osob (operace Anvil). Britská správa také přijala agrární reformu, jejímž cílem bylo zapojit Keňany do ekonomiky kolonie a rychleji je integrovat. Britové rovněž vytvořili systém armádou hlídaných vesnic (rezervací), do kterých přesídlili až milion venkovských obyvatel Keni. Vesnice byly obehnány ostnatým drátem a příkopy.
V roce 1953 byl také zaveden systém převýchovy povstalců Mau Mau, který navrhl britský úředník Thomas Askwith. Po výslechu byli zajatci rozděleni do tří skupin. Spolupracující zadržení, kteří Mau Mau jen podporovali, byli převezeni zpět do rezervací. Běžní členové Mau Mau byli na čas uvězněni v táborech nucené práce, než byli propuštěni. Tvrdé jádro povstalců však bylo převezeno do speciálních koncentračních táborů. Při transportu, který obvykle trval dny, dostávali vězni jen minimum jídla a vody. V táborech vězni nesměli mluvit mimo své ubytovny. Vězni zde byli využíváni na nucenou práci. Při výslechu se Britové také snažili získat co nejvíce informátorů, kterým slíbili nižší tresty. Vězni proto v táborech vyžadovali, aby nováčci skládali přísahu Mau Mau. Pokud odmítli, ostatní vězni je zavraždili. Pokud však britští dozorci někoho přistihli vymáhat přísahu, nechali ho exemplárně pověsit. Kvůli špatným podmínkám v táborech často propukaly epidemie tyfu, úplavice nebo tuberkulózy. Nedostatečně pestré stravování vězňů vedlo také k tomu, že trpěli kurdějemi. Při inspekci v roce 1954 britské úřady odhalily žalostný stav vězňů, z nichž celá řada trpěla podvýživou. V důsledku častých epidemií byly v dubnu 1955 uzavřeny tábory Langata a GilGil. Ačkoliv většina táborů byla určena mužům, v Kamiti byl tábor pro ženy a jejich děti. Tábor Wamumu byl zase určen pro dospívající chlapce, kteří byli po dosažení dospělosti převezeni do jiných táborů.
V běžných pracovních táborech byly dočasně uvězněny desítky tisíc Keňanů, kteří nuceně pracovali na velkých infrastrukturních projektech Britů.
Až v roce 2012 politici Spojeného království přiznali, že zadržení Keňané během povstání museli snášet mučení a špatné zacházení ze strany britské správy. Krutost Britů v Keni byla zapříčiněna tím, že zde byla velmi rasistická osadnická komunita, která se navíc neustále bála povstání domorodé většiny. Situaci nepomáhalo, že i povstalci z řad Mau Mau prováděli brutální útoky na bílé osadníky, což je v očích osadníků i řady Keňanů značně dehumanizovalo. Britové během povstání údajným členům Mau Mau a jejich podporovatelům také zabavili desítky tisíc kusů dobytka, tedy obživu. Archivní záznamy o tomto konání byly rovněž zveřejněny až v roce 2012.

## Následky
Během období stanného práva (do roku 1960) zemřelo podle odhadů 25 tisíc až 50 tisíc Keňanů. Z toho polovinu tvořily děti. Jednou z příčin byl všeobecný nedostatek potravin. Další také epidemie nemocí kvůli snížení hygienických podmínek a dostupnosti zdravotnických služeb. Tomu nepomohla ani politika britské správy, která nakažené vězně vracela do rezervací, aby se o ně postarali tam.
Britové při bojích zabili kolem 20 tisíc povstalců. Přičemž 1000 povstalců bylo zadrženo, odsouzeno a popraveno. Šlo o největší množství provedených poprav v celém britském impériu.
Aktivistka Wangari Maathai odhadovala, že v systému koncentračních táborů, pracovních táborů a rezervací zemřelo až sto tisíc Keňanů.
Povstalci Mau Mau zabili 1800 Keňanů a 95 britských vojáků. Podle jiných odhadů povstalci zabili v kolonii až pět tisíc osob.
Odhady následků se liší, jelikož Britové většinu koloniálních záznamů zničili. Podle nalezeného archivního záznamu bylo před opuštěním kolonie britskou správou spáleno 3,5 tuny spisů. Až po několika soudních procesech britská vláda po roce 2010 musela přiznat, že existuje 1500 spisů, které si z Keni odvezli v prosinci 1963 a ukryli je v tajném bezpečnostním archivu. Existence odvezených spisů byla dlouhou dobu neověřenou spekulací, která byla doložena jen tvrzeními očitých svědků. Keňská archivní správa v letech 1974 a 1981 oficiálně žádala britskou vládu o zpřístupnění těchto spisů, vláda však v obou případech lživě uvedla, že takováto kolekce odcizených spisů neexistuje.